# Babaçulândia
Babaçulândia est une municipalité brésilienne située dans l'État du Tocantins.